# Вытти
Вы́тти (фин. Vuitti) — деревня в Гатчинском муниципальном округе Ленинградской области.

## История
На карте Санкт-Петербургской губернии Я. Ф. Шмидта 1770 года упоминается как деревня Высть.
На карте Санкт-Петербургской губернии А. М. Вильбрехта 1792 года — как две смежные деревни Вить.
Как деревня Выти из 8 дворов — на «Топографической карте окрестностей Санкт-Петербурга» Ф. Ф. Шуберта 1831 года.

ВЫТТИ — деревня принадлежит Афросимову, генерал-майору, число жителей по ревизии: 39 м. п., 41 ж. п. (1838 год)

На картах Ф. Ф. Шуберта 1844 года и С. С. Куторги 1852 года она упомянута как деревня Выти.
На этнографической карте Санкт-Петербургской губернии П. И. Кёппена 1849 года она обозначена как деревня «Wuiti», расположенная в ареале расселения савакотов. В пояснительном тексте к этнографической карте она названа Wuitti (Выти) и указано количество её жителей на 1848 год: савакотов — 21 м. п., 28 ж. п., всего 49 человек.

ВЫТТЯ — мыза дочери Гиттенфервальт-Чадовой и деревня ЛУЗИКИ, по почтовому тракту, число дворов — 16, число душ — 36 м. п. (1856 год)

Согласно «Топографической карте частей Санкт-Петербургской и Выборгской губерний» в 1860 году деревня называлась Выти (Выхи) и состояла из 7 крестьянских дворов. В центре деревни обозначена Мыза Владимировская.

ВЫТТИ — мыза владельческая при колодце, число дворов — 1, число жителей: 1 м. п., 2 ж. п.;

ЛУЗИКОВО (ВЫТТИ) — деревня владельческая при колодце, число дворов — 1, число жителей: 16 м. п., 18 ж. п. (1862 год)

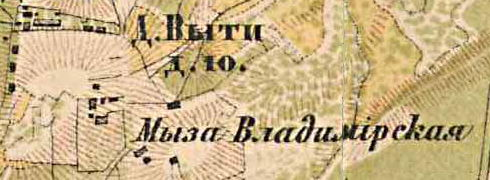
План деревни Вытти. 1885 год

В 1885 году деревня Выти при мызе Владимирской насчитывала 10 дворов.
Согласно материалам по статистике народного хозяйства Царскосельского уезда 1888 года имение при селении Выти площадью 425 десятин принадлежало инженер-технологу К. П. Печаткину, оно было приобретено в 1873 году за 3000 рублей. Хозяин имел три выездных лошади.
В конце XIX века эти земли были во владении герцога Мекленбург-Стрелицкого. В конце XIX — начале XX века деревня административно относилась к Староскворицкой волости 3-го стана Царскосельского уезда Санкт-Петербургской губернии. Население деревни было смешанным — финско-русским.
В начале XX века имение купил предприниматель Печаткин.
К 1913 году количество дворов увеличилось до 11, а мыза опять стала именоваться Владимировской.
Согласно данным переписи населения СССР 1926 года в деревне Вытти Ондровского сельсовета Венгисаровской волости Троцкого уезда проживали 76 человек, большинство финны, а также русские.

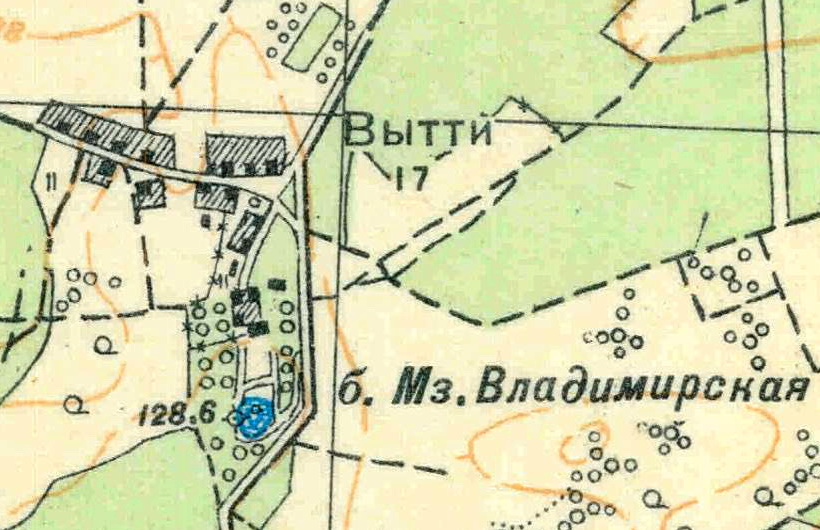
План деревни Вытти. 1931 год

Согласно топографической карте 1931 года деревня называлась Вытти и насчитывала 17 дворов. В деревне находилась «бывшая мыза Владимирская».
По административным данным 1933 года деревня называлась Виттино и входила в состав Вохоновского сельсовета Красногвардейского района.
По данным 1966 и 1973 годов деревня называлась Вытти и находилась в составе Большеондровского сельсовета.
По данным 1990 года деревня Вытти входила в состав Сяськелевского сельсовета Гатчинского района.

## География
Деревня расположена в северо-западной части района близ автодороги А120 (Санкт-Петербургское южное полукольцо).
Расстояние до административного центра, деревни Сяськелево — 6 км.
Расстояние до ближайшей железнодорожной станции Войсковицы — 11 км.

## Демография
| 1838 | 1848 | 1862 | 1997 | 2006 | 2007 | 2010 |
| ---- | ---- | ---- | ---- | ---- | ---- | ---- |
| 80   | ↘49  | ↘37  | ↘14  | ↗15  | ↘14  | ↗17  |
| 2012 | 2013 | 2017 |      |      |      |      |
| ↘16  | ↗17  | ↗21  |      |      |      |      |

В 1997 году в деревне проживали 14 человек.
По состоянию на 1 января 2007 года в деревне находилось 9 домохозяйств, где проживало 14 человек, в 2010 году — 17 человек.

### Национальный состав
В 2002 году в деревне проживали 18 человек (русские — 50%).
Согласно данным Всероссийской переписи населения 2021 года в деревне проживали 73 человека, из них:
 русские — 68, ингерманландцы — 1 человек, остальные национальность не указали.